# Rania al-Yāsīn
Rania al-Yasin (in arabo رانيا الياسين‎?; Al Kuwait, 31 agosto 1970) è la regina consorte di Giordania dal 1999, come moglie di Abd Allah II.
La Regina è conosciuta per la sua attenzione ai diritti umani e alle cause umanitarie, tanto che nel 2009 è stata inserita nell'albo delle personalità femminili più potenti del mondo da Forbes, per quanto riguarda il suo ruolo di attivista.

## Biografia

### Infanzia e giovinezza
Rania è nata ad Al Kuwait come secondogenita del medico palestinese Faisal Sedki al-Yasin (1934-2022) e di Ilham al-Rasikh. Ha una sorella maggiore, Dina, e un fratello minore, Majdi.
Ha frequentato nel Kuwait la New English School, e successivamente ha conseguito la laurea in Gestione di Impresa presso l'Università Americana del Cairo.
Subito dopo la laurea nel 1991, Rania ha lavorato presso il gruppo finanziario Citibank, prima di essere assunta nella sede giordana della Apple.

### Matrimonio
Rania ha incontrato per la prima volta il re di Giordania, ʿAbd Allāh bin al-Ḥusayn, quando era ancora principe, a una cena organizzata dalla sorella di lui, nel gennaio del 1993. Entrambi i reali hanno raccontato in diverse interviste che il loro è stato un vero e proprio colpo di fulmine.
Due mesi più tardi, la coppia ha annunciato il proprio fidanzamento e il 10 giugno 1993 si è sposata nel Palazzo di Zahran. L'abito che Rania ha indossato per le nozze era adornato da una finitura dorata, un soprabito ricco di ricami e un'ampia gonna.

### Regina di Giordania

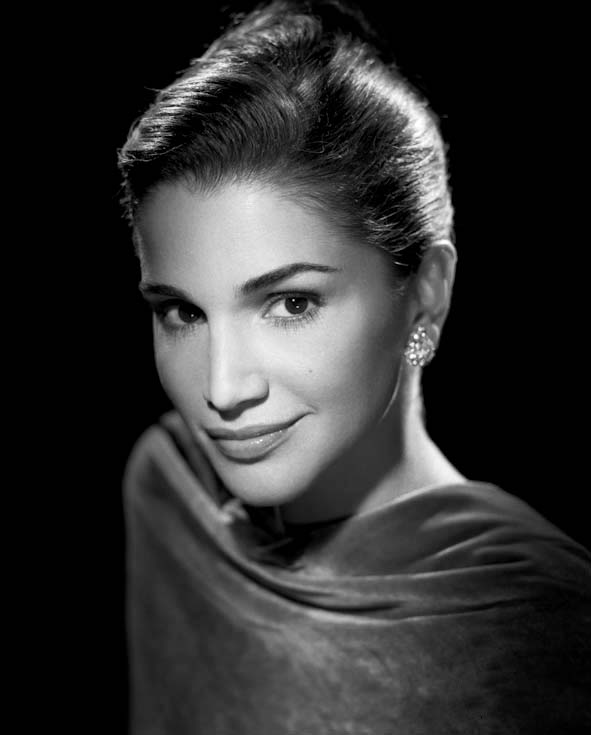
Rania di Giordania fotografata da Pierre-Anthony Allard dello Studio Harcourt nel 2005.

Quando il marito è salito al trono il 7 febbraio 1999 dopo la morte di suo padre, Re Ḥusayn, Rania ha assunto il titolo di regina. Il suocero aveva inizialmente scelto come erede al trono il proprio fratello, il principe Ḥasan, ma poco prima della morte cambiò la propria decisione, affidando ad ʿAbd Allāh il comando del regno.
Ha ricevuto il titolo onorario di Colonnello delle Forze Armate Giordane il 9 giugno del 2004.
Nell'aprile 2021 il regno ha rischiato un colpo di stato organizzato da un fratellastro del re, Hamzah bin Hussein, che con l'aiuto di alcuni militari avrebbe organizzato un golpe per rovesciare la famiglia reale e subentrare all'erede naturale. In seguito al tentativo sventato, la Regina Rania ha dovuto vivere per qualche tempo sotto stretta sorveglianza.

### Impegno umanitario

#### In Giordania
La prima iniziativa della regina Rania fu l'istituzione della Jordan River Foundation nel 1995. Nel 1998 è stato avviato il programma per la sicurezza dei bambini per affrontare i bisogni immediati dei bambini a rischio di abusi ed ha avviato una campagna a lungo termine per aumentare la consapevolezza pubblica sulla violenza contro i minori. Il Jordan River Children Program è stato sviluppato dalla regina Rania per porre il benessere dei bambini al di sopra delle agende politiche e dei tabù culturali.
La regina Rania ha lanciato e sostenuto diverse iniziative nel campo dell'istruzione e dell'apprendimento. Nel luglio 2005, in collaborazione con il Ministero dell'Istruzione, il Re e la Regina hanno lanciato un premio annuale per gli insegnanti, il Queen Rania Award for Excellence in Education. La Queen Rania Teacher Academy, presentata nel giugno 2009, offre programmi di sviluppo professionale per insegnanti attuali e nuovi in collaborazione con il Ministero dell'Istruzione. Il Queen Rania Scholarship Program collabora con diverse università di tutto il mondo per sostenere borse di studio e formazione per studenti e lavoratori giordani in finanza, marketing, design, amministrazione aziendale, psicologia, ingegneria, giurisprudenza e altri campi.
Nell'aprile 2008, la Regina ha avviato Madrasati ("La mia scuola"), un'iniziativa pubblico-privata con l'obbiettivo di ristrutturare 500 scuole pubbliche giordane. Al 2022, Madrasati ha aiutato 830 scuole pubbliche giordane, gestite dal Ministero dell'Istruzione, e identificate come le meno performanti e più bisognose di rinnovamento e assistenza nello sviluppo educativo.
Nel 2005, la regina Rania ha istituito la Royal Health Awareness Society (RHAS) per educare genitori e bambini sulle basi della nutrizione e dell'igiene, i benefici dell'esercizio fisico e altre aree relative alla salute. Nel 2010 è stato inaugurato in Giordania il primo edificio medico specializzato per bambini, il Queen Rania Children's Hospital, istituito per migliorare il servizio medico per i bambini giordani. L'ospedale provvede alla cura dei bambini, in particolare a casi medici complessi.

#### Internazionale

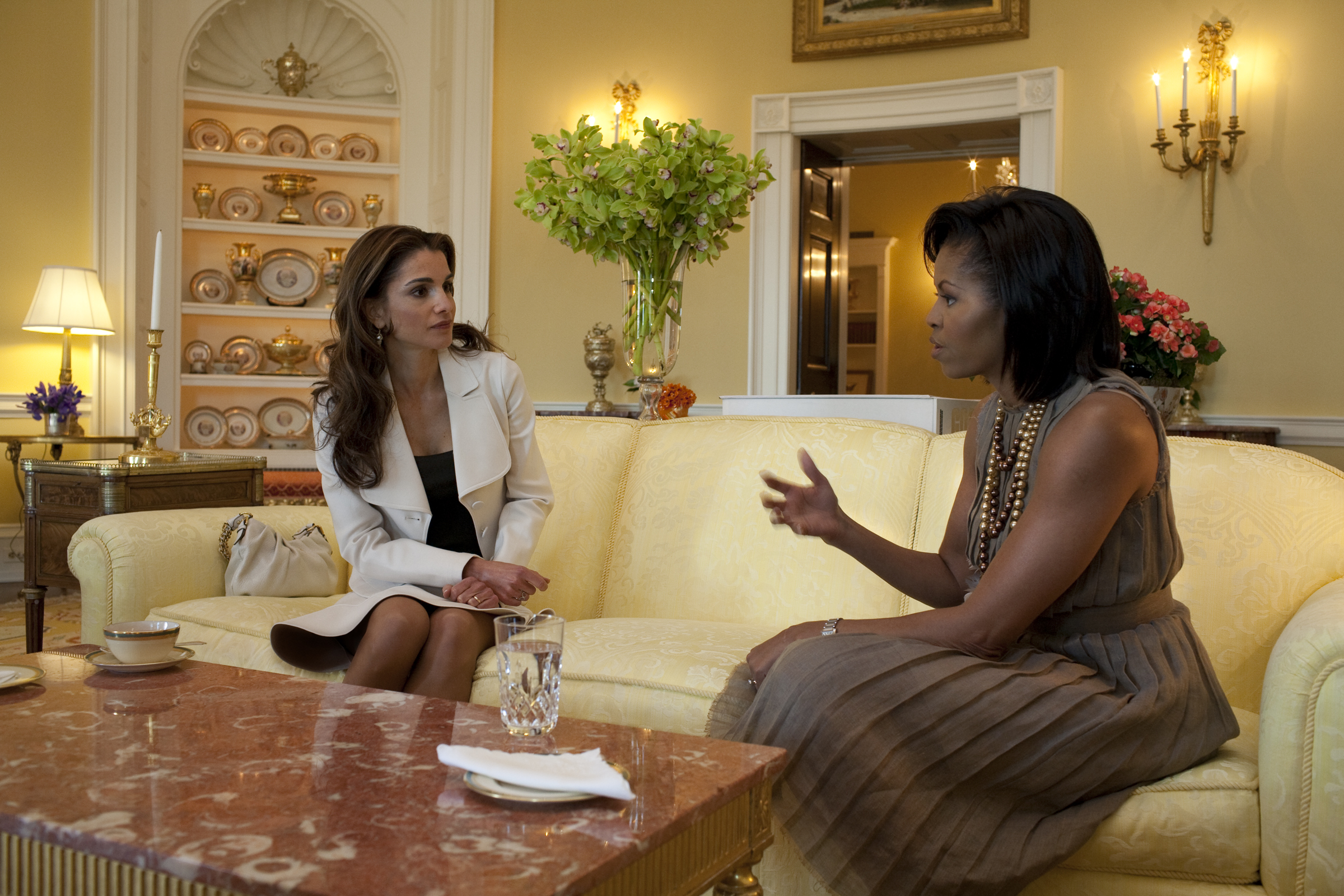
La First Lady Michelle Obama ospita la regina Rania nella Yellow Oval Room (aprile 2009)

Nel novembre 2000, in riconoscimento del suo impegno per la causa dei bambini e dei giovani, il Fondo delle Nazioni Unite per l'infanzia (UNICEF) ha invitato la regina Rania a unirsi alla sua Global Leadership Initiative. All'inizio del 2002 la regina Rania è entrata a far parte del consiglio di amministrazione della International Youth Foundation, con sede a Baltimora, nel Maryland.
Tramite l'UNICEF la regina Rania ha incontrato i bambini e le famiglie colpite dal Terremoto del Kashmir del 2005. Ha portato con sé un aereo carico di aiuti umanitari per aiutare a generare sostegno internazionale per salvare la vita di migliaia di bambini colpiti dal terremoto. Nel 2007 in Marocco, la Regina Rania, insieme a Sua Altezza Reale la Principessa Meryem del Marocco, ha visitato due progetti sostenuti dall'UNICEF per evidenziare gli sforzi del Paese per combattere il lavoro minorile e promuovere l'istruzione per tutti.
La regina Rania è stata anche particolarmente esplicita sull'importanza del dialogo interculturale e interreligioso per promuovere una maggiore comprensione, tolleranza e accettazione in tutto il mondo. Ha usato il suo status per correggere quelle che vede come idee sbagliate in Occidente sul mondo arabo. La regina Rania ha svolto un ruolo significativo nel raggiungere la comunità globale per promuovere i valori di tolleranza e accettazione e aumentare il dialogo interculturale. Ha anche fatto apparizioni pubbliche, inclusa un'intervista televisiva di mezz'ora su The Oprah Winfrey Show il 17 maggio 2006, dove ha parlato di idee sbagliate sull'Islam e in particolare sulle donne nell'Islam.
Nel settembre 2006, la regina Rania è entrata a far parte del consiglio di amministrazione della Fondazione delle Nazioni Unite. È stata una dei primi personaggi pubblici a scendere in prima linea nella lotta all'Isis, definendo il movimento un traditore degli ideali islamici e schierandosi contro ogni forma di estremismo.
Sempre nel 2007, la regina Rania è stata nominata prima Eminent Advocate for Children dell'UNICEF. Nell'agosto 2009, è diventata presidente globale onorario dell'Iniziativa per l'istruzione femminile delle Nazioni Unite (UNGEI).
Ha ricevuto il Premio Nord-Sud dal Consiglio d'Europa nel marzo 2009 e il Premio PeaceMaker dall'organizzazione no-profit Seeds of Peace.

### Immagine pubblica
Nel 2005, Regina Rania è stata definita dal magazine britannico Harpers and Queens come una delle regine più belle del secolo, grazie a questo e al suo stile garbato ma raffinato, è subito diventata un'icona di stile amatissima nel mondo della moda. Le sue scelte di abbigliamento dettano spesso le nuove tendenze, e alla regina sono state dedicate numerose copertine. Da grande appassionata di moda è una assidua frequentatrice delle Settimane della moda internazionali, ed è spesso presente ad eventi mondani.

### Interessi personali
È proprietaria del cavallo da galoppo New Approach.

## Discendenza
Rania al-Yasin e Abd Allah II di Giordania hanno quattro figli:
- Il principe Ḥusayn, nato il 28 giugno 1994. Il 28 novembre 2006, Re ʿAbd Allāh II lo ha designato come erede al trono;[45]
- La principessa Īmān, nata il 27 settembre 1996;
- La principessa Salmā, nata il 26 settembre 2000;
- Il principe Hashim, nato il 30 gennaio 2005.

## Onorificenze

Lo stemma della Regina Rania come dama dell'Ordine di Carlo III.